# South Luangwa National Park
South Luangwa National Park är en drygt 9000 kvadratkilometer stor nationalpark i Zambia mellan Luangwafloden i öster och Muchingabergen i väster, cirka 100 km västnordväst om Chipata. Större delen av parken ligger 500 till 900 meter över havet, men når bortåt Muchingabergen upp till 1550 m.ö.h. Områdena närmast floden utgörs av alluviala flodslätter, längre från floden, på lägre nivåer, dominerar mopaneskogar som täcker halva parken, medan man på högre nivåer främst finner olika typer av miombo - även öppnare gräsmarker med akacior och spridda baobabträd förekommer dock.

## Djurliv
I nationalparken förekommer närmare sextio arter av större däggdjur och tidigare fanns alla "the big five" där, men sedan spetsnoshörningen dog ut kring 1990 (sista observationen 1987) på grund av tjuvjakt, finns bara elefant, buffel, lejon och leopard kvar. Speciellt elefant och buffel har goda stammar, och parken anses som ett av de leopardtätaste områdena i Afrika.
Utöver lejon och leopard märks bland rovdjuren bland andra fläckig hyena, flera arter manguster, serval och honungsgrävling. Även hyenhund (ofta kallad "vildhund" efter engelska "wild dog") förekommer sällsynt, men i ökande antal.
Av de sådär 15 antiloparter som förekommer i parken är impala och puku mycket vanliga, relativt vanliga är även buskbock, vattenbock (underarten defassa) och större kudu, medan eland och den för Luangwadalen endemiska underarten cooksoni av gnu är mera sällsynta. Även oribi, Lichtensteins hartebeest, sabelantilop och hästantilop kan nämnas.
Bland övriga däggdjur bör också nämnas den rika förekomsten av flodhäst i Luangwafloden (upp till 500 djur per kilometer på vissa sträckor under torrtiden) samt stäppsebra (rasen crawshayi), savannbabian, grön markatta och vårtsvin vilka alla förekommer talrikt. Giraffunderarten thornicrofti förekommer nästan bara i Luangwadalen.
Över 460 arter fåglar har observerats i South Luangwa NP.
I Luangwa med biflöden är nilkrokodil talrik och längs stränderna förekommer även den över meterlånga nilvaranen. 34 arter ormar har noterats i nationalparken.

## Galleri

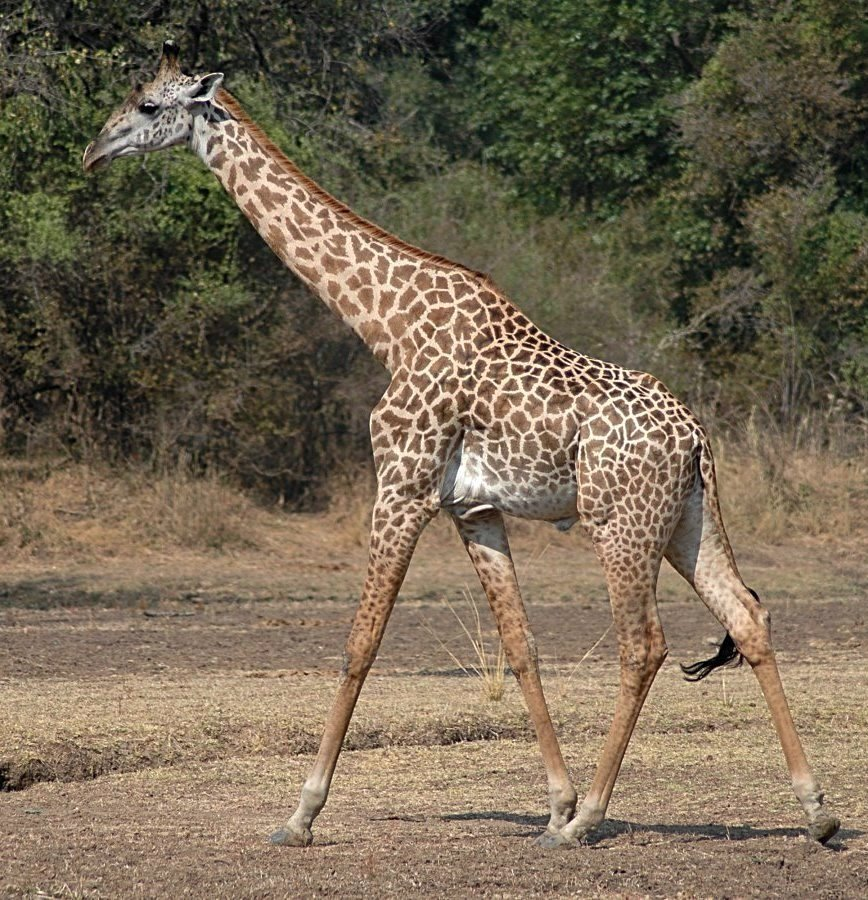
Thornicrofts giraff
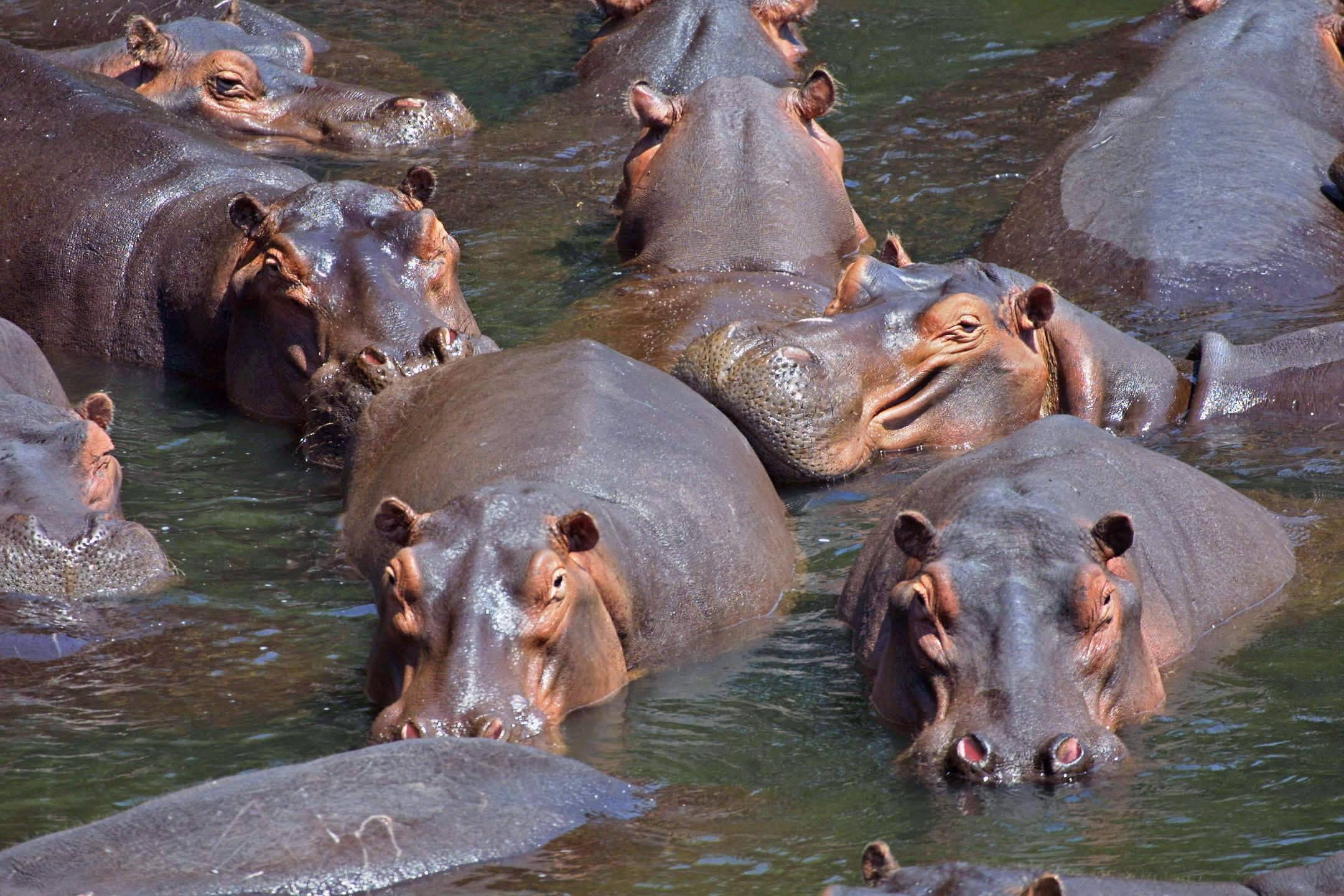
Luangwafloden består på sina ställen nästan mer av flodhästar än av vatten.
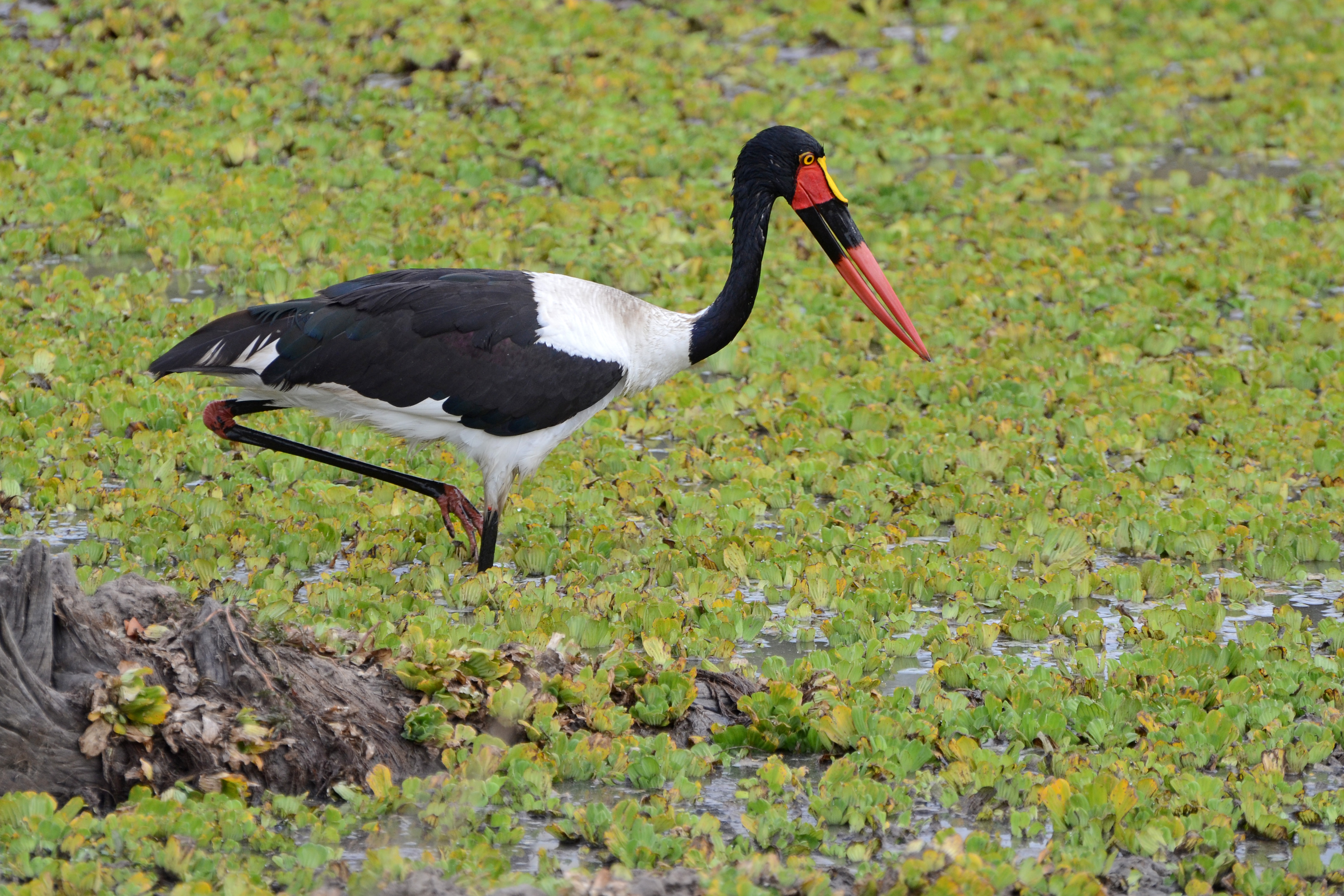
Sadelnäbbsstork
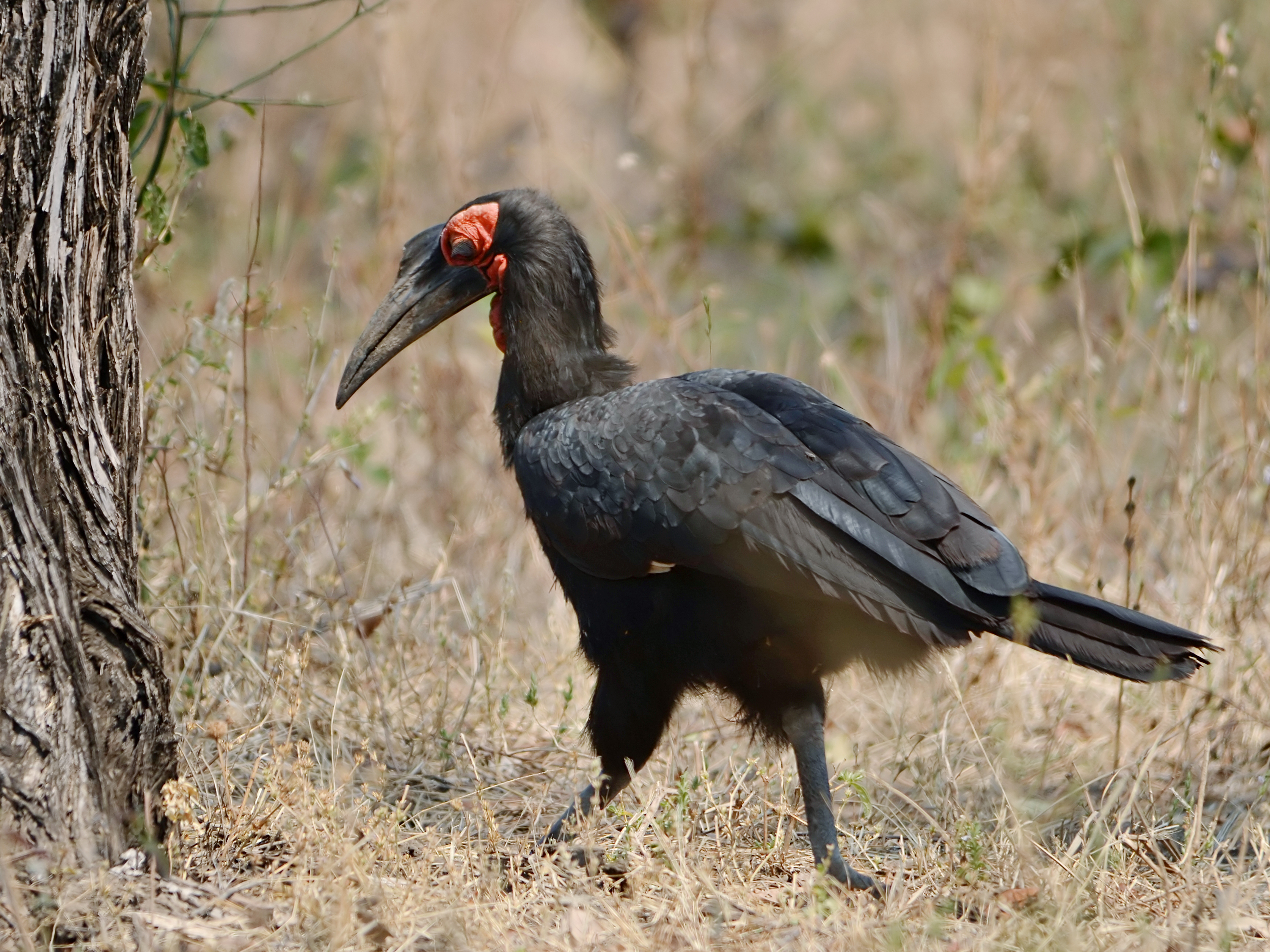
Sydlig hornkorp
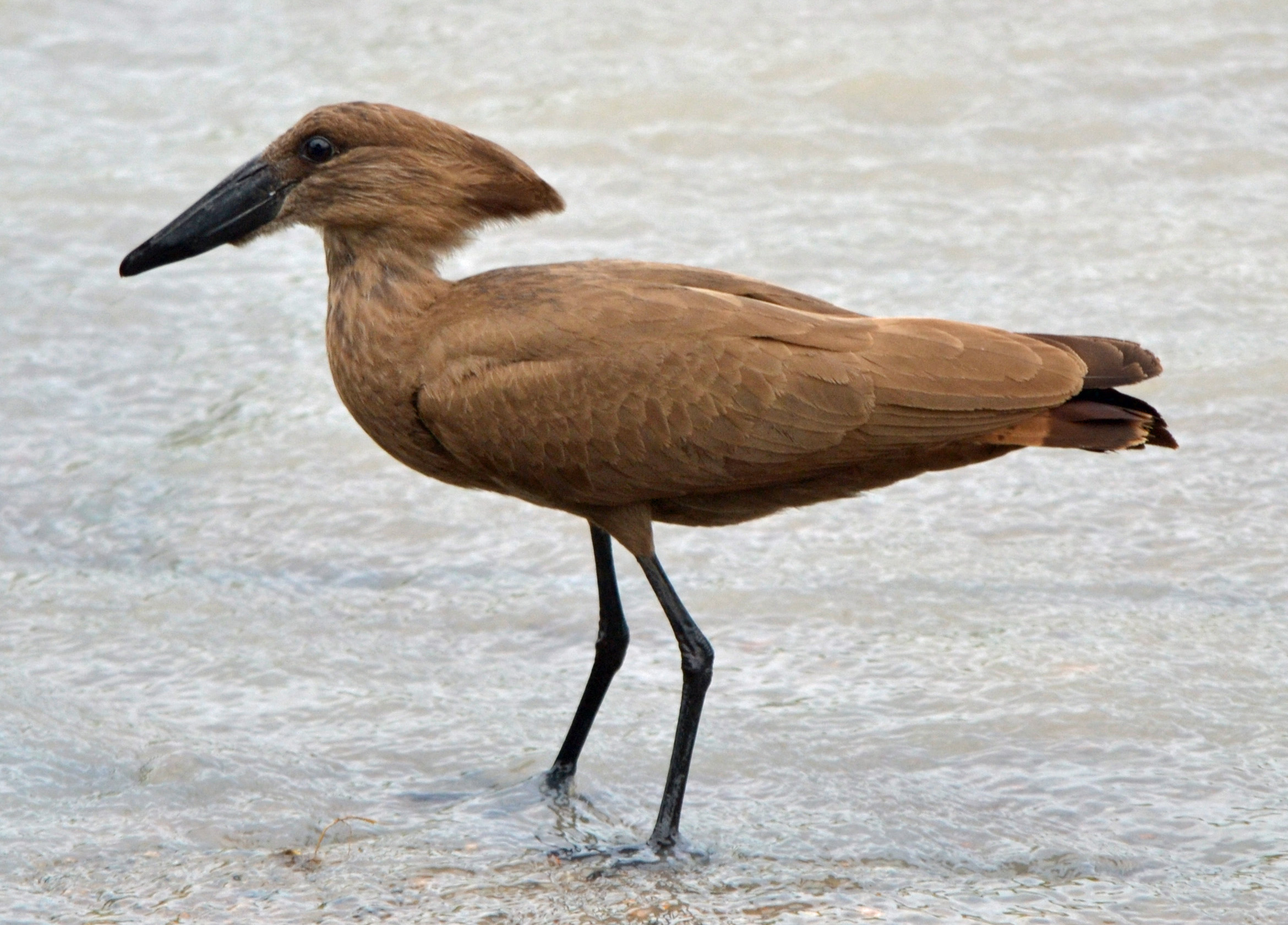
Skuggstork som kallas "hamerkop", det vill säga "hammarhuvud", på afrikaans (och även på engelska)
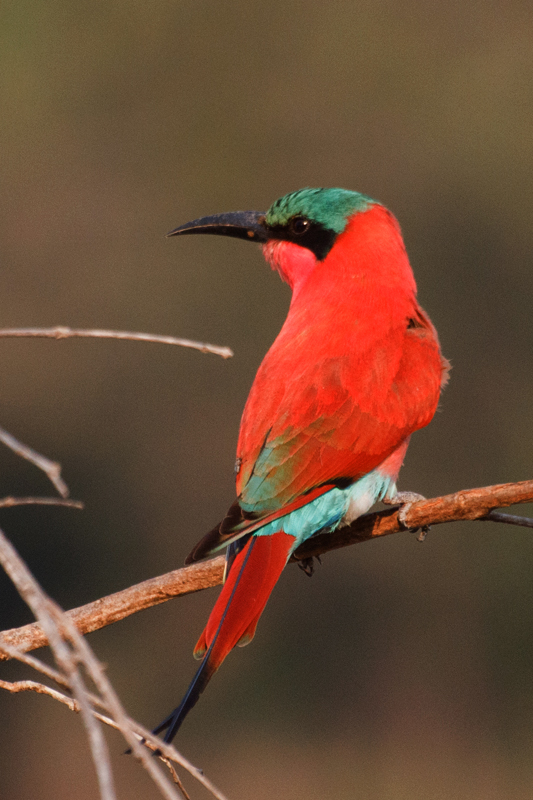
Sydlig karminbiätare
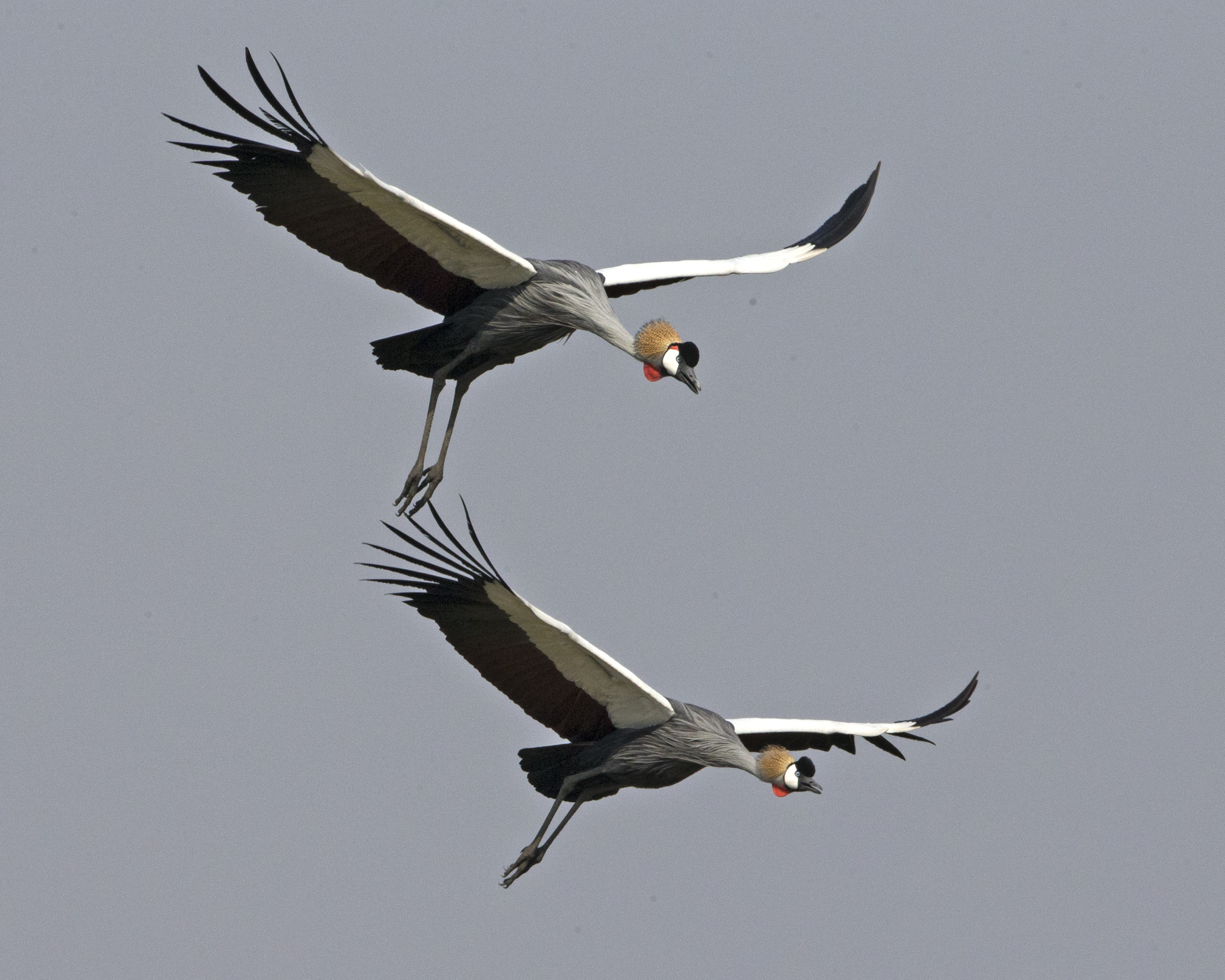
Två krontranor i South Luangwa NP.
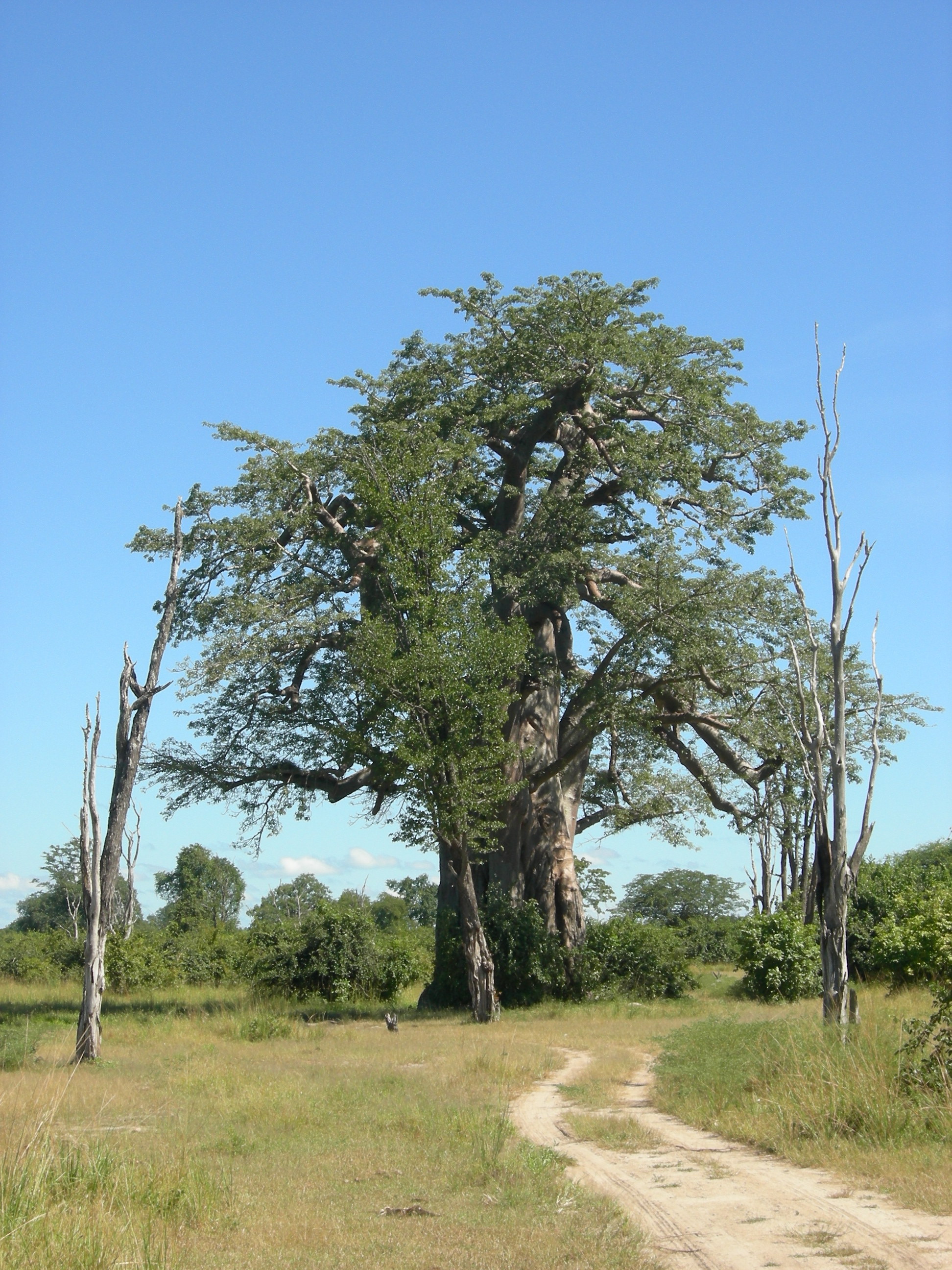
Baobab i South Luangwa NP.